# 具本佶
具本佶（韓語：구본길，1989年4月27日—），韩国男子击剑运动员。他在2012年夏季奥林匹克运动会中，参加了男子佩剑比赛并获得金牌。他也曾在2010年、2014年和2018年连续三届亚运都获得男子个人佩剑金牌。